# Rāga (religione)
Rāga, sinonimo di lobha, di taṇhā e di abhijjhā, è un termine delle lingue classiche indiane sanscrito e pāli dal significato di lussuria e bramosia. Il termine nella dottrina buddista indica una delle tre mūla, o radici, negative che determinano la reale qualità morale di uno stato volitivo. Le altre due radici dell'impurità mentale sono dosa, odio, ira, e moha, illusione, inganno, ossessione, distrazione, depressione, ansia ecc.